# 千户大桥
千戶大橋（韩语：／ Cheonho Daegyo）是一条横跨汉江的桥梁，位于韓國首爾特別市。桥梁两端连接江东区和广津区，于1976年7月5日通车。该大桥的建成是为了舒缓广津桥的严重交通挤塞问题。